# Juby Johnson
Julius James Johnson, detto Juby (Warrensville Heights, 8 novembre 1981), è un ex cestista statunitense.

## Palmarès
- Campionato croato: 2

Zadar: 2004-05, 2007-08
- Coppa di Croazia: 3

Zadar: 2005, 2006, 2007
- Semaine des As-Leaders Cup: 2

Gravelines: 2011, 2013